# Digging for Fire
Digging for Fire is een Amerikaanse film uit 2015, geregisseerd door Joe Swanberg. De film ging in wereldpremière op 26 januari op het Sundance Film Festival.

## Verhaal
Tim en Lee zijn een jong getrouwd koppel dat in een duplex in East Los Angeles woont. Drie jaar na de geboorte van hun zoon proberen ze zich aan te passen aan het leven met een kind. Om een beetje verandering in de sleur van hun leven te brengen, nemen ze het voorstel aan om op een huis te letten van een van Lee’s cliënten. In de tuin vindt Tim een been en een revolver en begint hier over te tobben en verder te zoeken. Bang dat Tim geobsedeerd wordt door deze ontdekking besluit Lee om hun kind af te zetten bij haar moeder en een avondje uit te gaan. Tim nodigt intussen zijn vrienden uit voor een avondje met mannen onder elkaar.

## Rolverdeling
| Acteur           | Personage |
| ---------------- | --------- |
| Jake Johnson     | Tim       |
| Rosemarie DeWitt | Lee       |
| Orlando Bloom    |           |
| Brie Larson      |           |
| Sam Rockwell     |           |
| Anna Kendrick    |           |